# Número ELINCS
ELINCS significa Lista Europeia das Substâncias Químicas Notificadas, do inglês European List of Notified Chemical Substances.
Este número também é conhecido por número CE. Foi criado para identificar todas as novas substâncias a partir de 1981.

## Formato
Começando pelo algarismo 4, tem o mesmo formato que um número EINECS.
Um número ELINCS é um sistema de sete dígitos numéricos na forma 4xx-XXX-X, com início em 400-010-9.
Os números ELINCS podem ser escritos como NNN-NNN-R, em que R representa o dígito verificador e N representa um número fundamental sequencial. O dígito verificador é calculado com base na seguinte fórmula:
```
  1N + 2N + 3N + 4N + 5N + 6N        R
  --------------------------- = Q + ---
                11                   11
```

em que Q representa um inteiro que é descartado.